# 沢井美空
沢井 美空（さわい みく、Miku Sawai、1993年9月16日 - ）は、日本の女性シンガーソングライター。S・P・Mに所属していた。
アイドルカレッジの竹井玲那は妹。

## 略歴
小学1年の時の担任教師が転任する際、詩集を作って贈ろうと思ったのがきっかけで、小学2年の頃から詩を書き始める。中学2年生の時に見たYUIに憧れ、シンガーソングライターになりたいと思うようになり、曲作りは独学で覚えた。2009年にソニー・ミュージックのオーディションに応募し、音源と弾き語りをしている映像が関係者の目に留まったことから、急遽東京に呼ばれる。その後、スタジオで披露した4曲を聴いた関係者がその場で契約を決め、高校に通いながら楽曲制作を続ける。2011年に、シングル「あたし、今日、失恋しました。」でメジャーデビュー。デビューが決まり高校2年の時に上京、高校は東京の高校に編入し卒業している。

## ディスコグラフィ

### シングル
| #   | 発売日         | 作品                                 | 最高順位 | 最高順位 | 最高順位 |
| #   | 発売日         | 作品                                 | オリコン | Hot 100  | RIAJDL   |
| --- | -------------- | ------------------------------------ | -------- | -------- | -------- |
| 1st | 2011年5月11日  | あたし、今日、失恋しました。         | 110      | 31       | 59       |
| 2nd | 2011年11月16日 | なきむし。                           | 67       | 66       |          |
| 3rd | 2012年3月14日  | 卒業メモリーズ〜サヨナラ、あなた。〜 | 圏外     | 圏外     |          |
| 4th | 2012年11月7日  | 指輪〜あたし、今日、結婚します。〜   | 69       | 85       | （終了） |
| 5th | 2013年11月13日 | ごめんね、いいコじゃいられない。     | 37       | 87       | （終了） |
| 6th | 2014年8月13日  | こんな世界、知りたくなかった。       | 49       | 圏外     | （終了） |
| 7th | 2015年1月28日  | カラフル。                           | 32       | 74       | （終了） |
| 8th | 2016年3月2日   | WAKE ME UP!                          | 99       |          | （終了） |

#### 配信限定シングル
| #   | 発売日        | タイトル | 販売形態               |
| --- | ------------- | -------- | ---------------------- |
| 1st | 2015年1月27日 | 青色写真 | デジタル・ダウンロード |

### アルバム
| #   | 発売日        | 作品             | 最高順位 | 最高順位 |
| #   | 発売日        | 作品             | オリコン | Hot 100  |
| --- | ------------- | ---------------- | -------- | -------- |
| 1st | 2013年6月5日  | センチメンタル。 | 185      | 圏外     |
| 2nd | 2015年3月25日 | 憂鬱日和。       | 198      | 圏外     |

### ミュージック・ビデオ
| 年     | タイトル                             | 監督                 |
| ------ | ------------------------------------ | -------------------- |
| 2011年 | あたし、今日、失恋しました。         | 江原慎太郎、三木孝浩 |
| 2011年 | なきむし。                           | 江原慎太郎           |
| 2012年 | 卒業メモリーズ〜サヨナラ、あなた。〜 | 江原慎太郎           |
| 2012年 | 指輪〜あたし、今日、結婚します。〜   | 江原慎太郎           |
| 2013年 | ごめんね、いいコじゃいられない。     | 村松真緒             |
| 2015年 | カラフル。                           | 河野未彩             |

### タイアップ
| 曲名                             | タイアップ                                               |
| -------------------------------- | -------------------------------------------------------- |
| なきむし。                       | テレビアニメ『君と僕。』エンディングテーマ               |
| ワンダフル☆デイズ                | 東建コーポレーションホームメイトCMソング                 |
| ごめんね、いいコじゃいられない。 | テレビアニメ『キルラキル』エンディングテーマ             |
| こんな世界、知りたくなかった。   | テレビアニメ『アカメが斬る!』エンディングテーマ          |
| カラフル。                       | テレビアニメ『冴えない彼女の育てかた』エンディングテーマ |
| 青色写真                         | 映画『空と海のあいだ』主題歌                             |

## 提供作品
スプリングまお
- 「後輩」（作詞・作曲） - 作詞はマックスむらいとの共作

雨宮天
- 「月灯り」（作詞・作曲）

## 主なメディア出演

### ラジオ番組
| 番組名                                                       | 局        | 出演期間            | 備考                              |
| ------------------------------------------------------------ | --------- | ------------------- | --------------------------------- |
| 小松未可子・沢井美空・A応PのMissラジオ〜ミッドナイトカフェ〜 | 文化放送  | 2015年10月 -        |                                   |
| 過去                                                         |           |                     |                                   |
| 西内ひろ・沢井美空のMissラジオ                               | 文化放送  | 2015年4月 - 9月     | 8月23日以降は単独パーソナリティー |
| 沢井美空の〜あたし、今日、ラジオ始めました。                 | CROSS FM  | 2011年5月           |                                   |
| FM OSAKA E-tracks Selection 「あたし、今日、DJ始めました」   | FM OSAKA  | 2011年7月-12月      | 隔週出演                          |
| OSAKA MORNING VIEW                                           | FM OSAKA  | 2012年5月-2013年3月 | 月曜リポーター                    |
| 月極うたぐみ                                                 | MBSラジオ | 2012年12月          |                                   |

### テレビ番組
| 番組名                         | 局           | 出演期間 | 備考                         |
| ------------------------------ | ------------ | -------- | ---------------------------- |
| SELECT                         | MUSIC ON! TV | 2011年   | コーナー「たこヤムクン」担当 |
| ウーマン・オン・ザ・プラネット | 日本テレビ   | 2014年   | ニューヨークへ移住           |

### インターネット
- 沢井美空の3年9組 〜教えてセンパイッ!〜（2012年1月-3月、ニコニコ生放送）
- 沢井美空のニコニコ本社39営業局（2012年4月-、ニコニコ生放送）